# Kölked
Kölked é um município da Hungria, situado no condado de Baranya. Tem 61,94 km² de área e sua população em 2019 foi estimada em 1.035 habitantes.